# Swargadwarikhal
Swargadwarikhal – gaun wikas samiti w zachodniej części Nepalu w strefie Rapti w dystrykcie Pyuthan. Według nepalskiego spisu powszechnego z 2001 roku liczył on 883 gospodarstw domowych i 4387 mieszkańców (2373 kobiet i 2014 mężczyzn).